# Лауэнау
Лауэнау (нем. Lauenau) — община в Германии, в земле Нижняя Саксония.
Входит в состав района Шаумбург. Подчиняется управлению Роденберг. Население составляет 4119 человек (на 31 декабря 2010 года). Занимает площадь 16,23 км².
Коммуна подразделяется на 2 сельских округа.

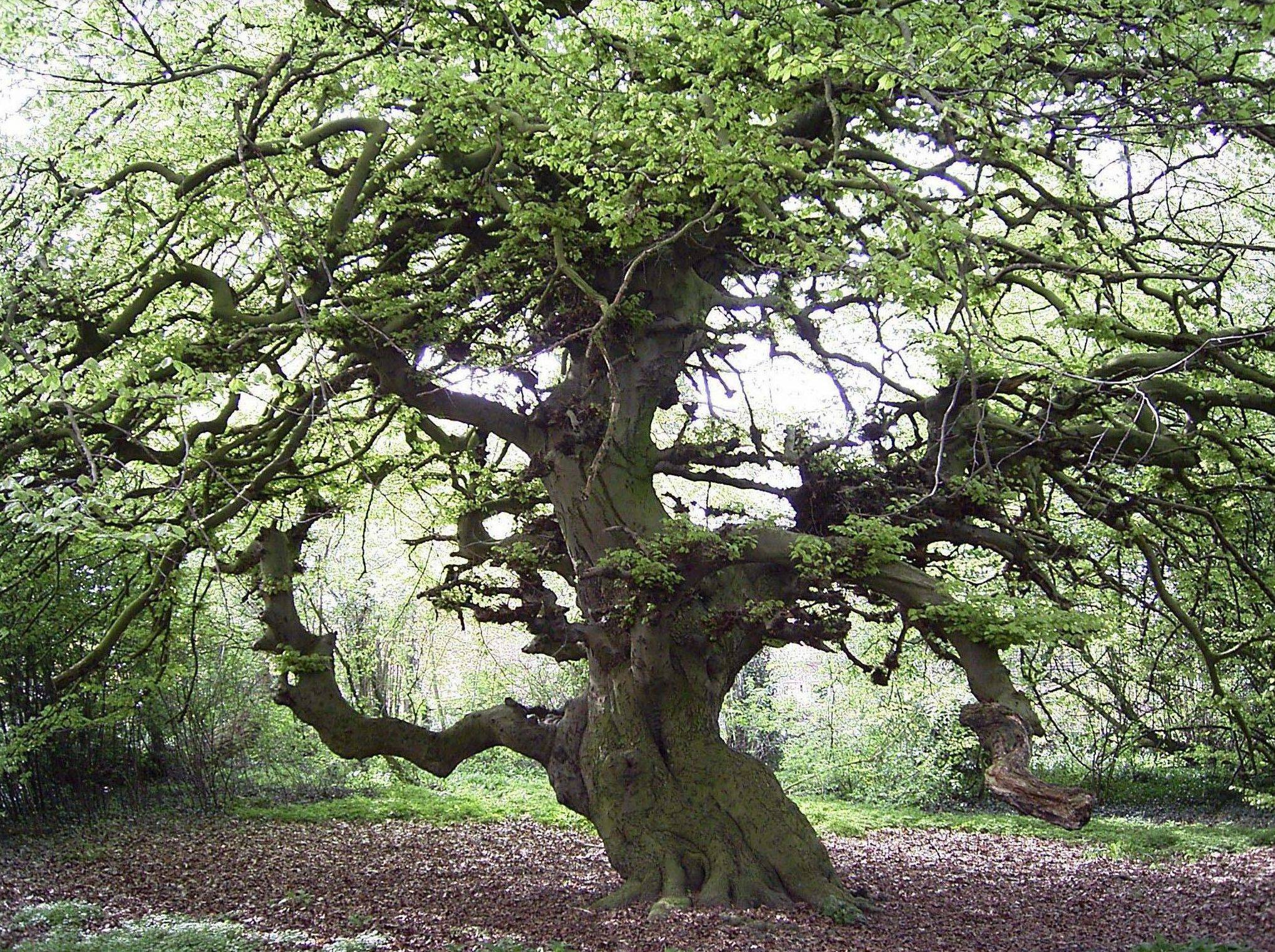
Лауэнау

| Год  | Население |
| ---- | --------- |
| 1990 | 2997      |
| 1995 | 3353      |
| 2000 | 3907      |
| 2005 | 4124      |
| 2010 | 4150      |